# Superjoint Ritual
Superjoint Ritual fue una banda estadounidense de sludge metal, formada por Phil Anselmo, Joe Fazzio y Jimmy Bower en 1993 en Nueva Orleans (Luisiana). Más tarde se unieron Kevin Bond y Michael Haaga, siendo sustituido este último en 2001 por Hank Williams III. El nombre de Superjoint Ritual viene de la letra de la canción "The Pagan Winter" de Darkthrone.
A principios de 2005 comenzó a correr un rumor en el que se decía que debido a diferencias entre Anselmo y Fazzio, la banda paraba, eventualmente, su actividad. El rumor fue confirmado por Hank Williams III y por Jimmy Bower.

## Miembros
- Phil Anselmo: voz, guitarra.
- Joe Fazzio: batería.
- Jimmy Bower: guitarra.
- Kevin Bond: guitarra solista.
- Hank Williams III: bajo

### Miembros anteriores
- Michael Haaga (1995-2001): bajo.

## Discografía

### Álbumes
- Use Once and Destroy (Sanctuary, 2002).
- A Lethal Dose of American Hatred (Sanctuary, 2003).
- Caught Up in the Gears of Application (Housecore, 2016).

### Sencillos
- "The Alcoholik" ((Sanctuary, 2002).
- "Dress Like a Target" (Sanctuary, 2003]).

### Videos
- Live in Dallas, TX (Sanctuary, 2002). DVD.
- Live at CBGBs (Sanctuary Records, 2004). DVD.

## Demos
- Superjoint Ritual demo 95

- Superjoint Ritual demo 97